# Ян Малджик
Ян Малджик гербу Вонж (Вуж) († після 1466) — польський шляхтич, військовий та державний діяч Корони. Походив з мазовецької шляхти. Був власником маєтку Троянув, який отримав від князя Владислава Мазовецького. Посади: підскарбій Мазовецького князівства, Белзький воєвода.